# Halia (Mythologie)
Halia (altgriechisch Ἁλία Halía) ist in der griechischen Mythologie eine Meeresnymphe. Sie ist die Schwester der Telchinen, also eine Tochter des Pontos und der Thalassa. Einer anderen Genealogie zufolge war sie eine Tochter des  Uranos. Ihr Name legt jedenfalls eine Verbindung zum Meer(-salz) nahe.
Poseidon zeugte mit ihr sechs Söhne und eine Tochter, Rhode, die wiederum nach einer anderen Genealogie eine Tochter des Poseidon und der Amphitrite war und der Insel Rhodos den Namen gab. 
Als Aphrodite nach Rhodos kam, wurde sie von den Söhnen der Halia zurückgewiesen. Von der beleidigten Göttin mit Wahnsinn geschlagen, vergewaltigten sie ihre Mutter und unterließen auch sonst keine Schandtat. Poseidon verbannte darauf die Halia-Söhne unter die Erde. Halia stürzte sich aus Verzweiflung ins Meer und wurde zur Göttin Leukothea.
Halia/Leukothea wurde auf Rhodos sehr verehrt. Dazu gehörte auch das jährlich stattfindende Halia-Fest.